# 一色恭志
一色 恭志（いっしき ただし、1994年6月5日 - ）は京都府与謝郡与謝野町出身の陸上競技選手。専門は長距離走・マラソン。豊川高校（愛知県）、青山学院大学経営学部・経営学科卒業。NTT西日本陸上競技部所属。既婚。

## 経歴

### 中学時代
2009年、全日本中学校陸上競技選手権大会の800mに出場したが、準決勝で敗退。

### 高校時代
2010年、宮城県、仙台育英学園高等学校に入学。同期入学には服部弾馬がいる。1年生で第61回全国高校駅伝に2区で出場し区間2位。2011年、2年次にはアンカーを務めて区間賞を獲得。
2012年、愛知県の豊川高校に転校。12月の全国高校駅伝では、初出場の豊川高校4区で出場。第3中継所で既に1位であり、2位と1分15秒差をつけていたが区間賞を獲得する走りで2位との差を1分55秒に広げ、豊川高校の初出場初優勝に貢献した。豊川高校の2学年後輩には、のちに大学でチームメイトとなる小野田勇次がいる。
2013年3月、ブィドゴシュチュ(ポーランド) で行われた第40回世界クロスカントリー選手権に日本代表としてジュニア男子8kmに出場。同時期に豊川高校を卒業。

### 大学時代
2013年4月、青山学院大学に進学し同陸上競技部・男子長距離ブロックに入部。1年生で学生3大駅伝に全て出場。
2015年1月、第91回東京箱根間往復大学駅伝競走では青山学院大学2年生ながらエース区間2区を務め区間3位。往路優勝、総合優勝に貢献した。
2015年3月、ユニバーシアード選考会を兼ねた日本学生ハーフマラソンに出場し、優勝を果たした。同年7月、光州で行われたユニバーシアードでハーフマラソンに出場。1時間4分52秒で銀メダル獲得。青山学院大学の先輩であり同大会で優勝した小椋裕介とワンツーフィニッシュを決め、ハーフマラソン男子団体優勝に導いた。
2016年1月、第92回東京箱根間往復大学駅伝競走では前年に続いてエース区間2区を務め、区間3位。青山学院大学の連覇、完全優勝に貢献した。
2016年2月、初のフルマラソン挑戦となる東京マラソン2016に出場。結果は2時間11分台のゴールタイムで日本人3着・総合11位と健闘。しかし、青山学院大学の後輩で日本人2着・総合10位に入った下田裕太には11秒差で敗れ、インタビューでは「下田に負けたのが悔しい。35Km過ぎてから全く思うように走れなかった」と厳しい表情でコメントしていた。
2016年5月19日、関東インカレ2部10000mで駒大中谷圭佑についで、28分45秒33で2位。5月22日、2部5000mで優勝、13分51秒15。
2016年6月26日、第100回日本陸上選手権で5000mに出場。強豪選手が集う中、13分39秒65のタイムで4位と健闘する。自己ベスト記録も更新した。
2016年11月、第48回全日本大学駅伝対校選手権大会では最長区間の最終8区を務め、6キロ地点で49秒前に出走した早稲田大学の安井雄一を交わして先頭に立ち、初優勝を勝ち取った。
2017年1月、第93回東京箱根間往復大学駅伝競走では前年に続いてエース区間2区を務め、区間3位、2区67分台を3度記録したのは日本大学のダニエル以来、日本人では初めてである。青山学院大学の3連覇、完全優勝、大学駅伝3冠に貢献した。
同年1月、第22回天皇盃全国都道府県対抗男子駅伝競走大会（ひろしま男子駅伝）へ、京都府代表として7区・アンカーを担当。青山学院大の先輩・神野大地（愛知県代表）と下田裕太（静岡県代表）らと、3位争いのデッドヒートを繰り広げたが、ゴール手前で神野のラストスパートについていけず、京都府代表は総合4位・自身区間5位だった。
2017年3月、大学最後の公式レースとなる第72回びわ湖毎日マラソンへ2度目のフルマラソン出場となるも、5Km地点の給水に失敗した影響か、18Km過ぎで先頭集団から脱落。その後25Km付近、意識朦朧状態により倒れ込んでしまい途中棄権し、救急車で病院搬送された。

### GMOアスリーツ時代
大学卒業後は、既に内定していたGMOインターネットが創設しているGMOアスリーツに入部。
2017年12月、第48回防府読売マラソンへ社会人入り後初のフルマラソンに挑戦。30Km付近までペースメーカーが先導する優勝争いの集団に加わっていたが、その後優勝した公務員ランナー・川内優輝らのロングスパートについていけず終盤はスローダウン。結果は2時間15分台の8位に留まった。
2018年2月、自身4度目となる東京マラソン2018・フルの部に出場。終始ペースが大きく乱れることなく、40Km手前では青学大駅伝部の1年先輩だった神野大地（コニカミノルタ）を追い抜き、2時間09分台の好タイムでフィニッシュ。自己ベスト記録を約2分更新し、かつ一色自身初めて（また、青学大駅伝部OBとしても史上初）のサブ10（2時間10分未満）を達成した。しかしながら総合順位13位・日本男子でも8着と、今大会は設楽悠太（Honda）が2時間6分11秒のゴールタイムで、男子マラソン日本記録を16年ぶり更新など全体的にハイレベルな争いとなり、マラソングランドチャンピオンシップ（2020年東京オリンピック選考会）出場権獲得は成らなかった。
2018年10月、自身海外初挑戦のフランクフルトマラソン（ドイツ）で、MGC出場権（ワイルドカード・男子2大会2時間11分以内）を目指したが、結局2時間14分台の総合17位に終わった。
翌2019年3月、2年連続で東京マラソン2019にエントリー。序盤から先頭から離れて第2集団に待機していたが、レース後半に入ると冷雨と向い風による影響でペースダウン。総合10位（日本人6着）でゴールするも、記録は2時間12分21秒とワイルドカードとしてのMGC出場条件は僅か4秒届かず（2時間12分17秒以内）、ゴール後は完全に力尽き倒れ込み、無念の表情を浮かべていた。
MGCへのラストチャンスを賭けて、東京から2か月弱のインターバルながら同年4月のハンブルクマラソン2019に出走。2時間11分台の記録でフィニッシュし、ようやくワイルドカードの基準を満たしてMGC出場権を獲得。これで青学大OBとしては合計4人（ほか橋本崚・藤川拓也・神野大地）と成り、原晋監督は一色に労いの言葉を送っていた。
だがその後、腸脛靭帯炎を発症し猛練習を積む事が出来ず、2019年9月15日開催のMGC本番レースは調整不足により欠場を表明、東京五輪の男子マラソン日本代表出場は絶望的となった。
2020年1月の第25回天皇盃全国都道府県対抗男子駅伝競走大会へ、3年ぶりに京都府代表の7区・アンカーを務め、6区からの中継所では暫定3位でたすきを受けた。だが、スタート直後からスピードに乗れず、後続のランナーに次々と追い抜かれてしまい、京都府代表は総合13位・自身区間41位の不本意な結果に終わった。
2020年3月の東京マラソン2020へ3年連続で出走。日本記録並みのハイペースな第2集団についていったが、20Km付近で脱落。それでも後半は大きくペースダウンすること無く上手くまとめて、マラソン自己記録を2分4秒更新する、2時間7分39秒の総合15位（日本人9着）に入った。なお、同大会では男子マラソン日本記録保持者の大迫傑（ナイキ・オレゴン・プロジェクト）が2時間5分29秒のゴールタイムで、大迫自らが持つマラソン日本記録を21秒更新となった。
2年振りのフルマラソン出場だった、2022年2月の第10回大阪マラソン（第77回びわ湖毎日マラソンと統合）では通算3回目のサブテンとなる2時間09分32秒でゴールするも、男子総合は11位に留まった。

### NTT西日本時代
2023年3月末にGMOアスリーツを退部し、2023年4月にNTT西日本陸上競技部に移籍した。

## 人物・エピソード
- 青山学院大学の1学年先輩だった神野大地・久保田和真・小椋裕介とともに、当時「青学四天王」とも呼ばれた[22]。
- 血液型はO型。実家は、天橋立のほど近くにあり、丹後ちりめんのメーカー「一色テキスタイル」。
- 青山学院大学の友人によると、一色の性格は「見た目は堅そうだけれど、何処か抜けている処がある」「意外におっちょこちょい」と言われ、自身も苦笑しつつ認めている。陸上部員の中では、特に1学年下の中村祐紀と仲が良く、自身のTwitterで度々ネタにするほどであった。
- 東洋大学陸上部に在籍する服部弾馬とは、仙台育英高校・豊川高校時代の盟友であり、インタビューでも「ライバルでもあり、親友でもある」と答えている。陸上誌『大学駅伝2016-2017決算号』では、企画で服部と対談している。
- 2014年11月11日放送の『news every.』で“マラソン界の金の卵”として紹介され、DeNAランニングクラブ総監督の瀬古利彦から推薦された。また、大学陸上部監督の原晋の分析からも「上下のブレが無く、安定感がある。推進力が常に前へ行っていて、効率的な走りをしている」と高い評価を受けている。監督の原は、一色を「瀬古さん以来のスター選手」と絶賛している。
- 2016年10月10日に開催された第28回出雲全日本大学選抜駅伝競走の優勝インタビューで、感極まって号泣した。普段はどちらかと言うとポーカーフェイスでクールな一色であるが、号泣した理由として「とても強かった1年先輩が抜けてのプレッシャーがあった」、「同期の仲間と走って優勝を飾ることがなかなか無かったので、同期と勝ち取れて嬉しかった」ことを挙げている。
- 趣味は海釣り。ただ、各テレビや雑誌などのメディア取材に対して、「大学時代は、生活の大半が陸上の練習だったため、ほとんど海に行けなかった」と語る一方で、「陸上は僕の青春でした」とも述懐している。
- 2016年4月9日にTBS系列で生放送された『オールスター感謝祭’16春』のイベント企画「赤坂5丁目ミニ駅伝」に1学年下の下田裕太･田村和希･中村祐紀と共に青山学院大学陸上競技部チームとして参加したが、上田竜也(KAT-TUN)･小島よしお･ワッキー(ペナルティ)･森渉･宮沢氷魚･なかやまきんに君･ハリー杉山･佐野岳の芸能界最速チームに敗北した。
- 2018年12月、青学大陸上競技部所属時の女性マネージャーと結婚[23][24]。

## 主な戦績（マラソン以外）
主な戦績は以下の通り。
2009年
- 第36回全日本中学校陸上競技選手権大会 800m予選 第5組 1位 1分57秒90 準優勝進出、800m準優勝 第2組 5位 2分00秒02 決勝進出ならず

2010年
- 第61回全国高等学校駅伝競走大会 2区・3.0Km 区間2位 8分21秒、仙台育英高校・総合4位

2011年
- 第62回全国高等学校駅伝競走大会 7区・5.0Km 区間賞 14分13秒、仙台育英高校・総合12位

2012年
- 第63回全国高等学校駅伝競走大会 4区・8.0875Km 区間賞 23分21秒、豊川高校・総合初優勝

2013年
- 第40回世界クロスカントリー選手権大会ジュニア男子8km 31位 23分17秒、団体の部5位

2014年
- 第93回関東学生陸上競技対校選手権大会 ハーフマラソン 2位 1時間4分26秒

2015年
- 第18回日本学生ハーフマラソン選手権大会 優勝 1時間2分11秒
- 第28回ユニバーシアード競技大会 ハーフマラソン 2位 1時間4分52秒、団体の部優勝

2016年
- 第95回関東学生陸上競技対校選手権大会10000m 2位 28分45秒33
- 第95回関東学生陸上競技対校選手権大会5000m 1位 13分51秒15

2017年
- 第22回天皇盃全国都道府県対抗男子駅伝競走大会 7区・13.0Km 区間5位 38分18秒、京都府チーム・総合4位

2019年
- 第60回東日本実業団対抗駅伝競走大会 5区・7.8Km 区間5位 22分43秒、GMOアスリーツ・総合5位

2020年
- 第25回天皇盃全国都道府県対抗男子駅伝競走大会 7区・13.0Km 区間41位 38分18秒、京都府チーム・総合13位

### 大学駅伝成績
| 年度               | 出雲駅伝                    | 全日本大学駅伝              | 箱根駅伝                         |
| ------------------ | --------------------------- | --------------------------- | -------------------------------- |
| 1年生 （2013年度） | 第25回 3区-区間7位 23分31秒 | 第45回 1区-区間6位 43分38秒 | 第90回 1区-区間6位 1時間02分15秒 |
| 2年生 （2014年度） | 第26回 （開催中止）         | 第46回 1区-区間6位 43分46秒 | 第91回 2区-区間3位 1時間07分45秒 |
| 3年生 （2015年度） | 第27回 6区-区間2位 29分11秒 | 第47回 1区-区間2位 43分11秒 | 第92回 2区-区間3位 1時間07分35秒 |
| 4年生 （2016年度） | 第28回 6区-区間2位 29分34秒 | 第48回 8区-区間2位 57分48秒 | 第93回 2区-区間3位 1時間07分56秒 |

## マラソン全成績
| 年月日         | 大会                                                             | 順位 | 記録          | 備考                                                         |
| -------------- | ---------------------------------------------------------------- | ---- | ------------- | ------------------------------------------------------------ |
| 2016年2月28日  | 東京マラソン2016（男子の部）                                     | 11位 | 2時間11分45秒 | 初マラソン、リオデジャネイロオリンピック選考レース           |
| 2017年3月5日   | びわ湖毎日マラソン                                               | DNF  | 記録無し      | 25Km付近でリタイア、世界陸上ロンドン大会選考レース           |
| 2017年12月17日 | 防府読売マラソン                                                 | 8位  | 2時間15分43秒 |                                                              |
| 2018年2月25日  | 東京マラソン2018（男子の部）                                     | 13位 | 2時間09分43秒 | MGCシリーズ第4弾（東京オリンピック選考会）                   |
| 2018年10月28日 | フランクフルトマラソン                                           | 17位 | 2時間14分49秒 |                                                              |
| 2019年3月3日   | 東京マラソン2019（男子の部）                                     | 10位 | 2時間12分21秒 | MGCシリーズ第9弾                                             |
| 2019年4月28日  | ハンブルクマラソン                                               | 11位 | 2時間11分23秒 | ワイルドカードでMGC出場権獲得                                |
| 2020年3月1日   | 東京マラソン2020（男子の部）                                     | 15位 | 2時間07分39秒 | 自己記録・MGCファイナルチャレンジ第2弾                       |
| 2022年2月27日  | 第10回大阪マラソン・第77回びわ湖毎日マラソン統合大会（男子の部） | 11位 | 2時間09分32秒 | 世界陸上ユージーン大会・杭州アジア競技大会男子マラソン選考会 |
| 2022年9月25日  | ベルリンマラソン2022（男子の部）                                 | 42位 | 2時間17分57秒 |                                                              |

## 自己記録
- 5000m - 13分39秒65 （2016年6月26日、日本陸上競技選手権大会）
- 10000m - 28分09秒23 （2020年11月21日、八王子ロングディスタンス）
- ハーフマラソン - 1時間01分50秒 （2020年2月2日、香川丸亀国際ハーフマラソン）
- マラソン- 2時間07分39秒 （2020年3月1日、東京マラソン）